# Isochromodes plana
Isochromodes plana är en fjärilsart som beskrevs av W. Warren 1900. Isochromodes plana ingår i släktet Isochromodes och familjen mätare. Inga underarter finns listade i Catalogue of Life.